# Жигалов, Михаил Васильевич
Михаи́л Васи́льевич Жига́лов (род. 2 мая 1942, Куйбышев, РСФСР, СССР) — советский и российский актёр театра, кино и дубляжа. Актёр московского театра «Современник». Заслуженный артист РСФСР (1991).

## Биография
Михаил Жигалов родился 2 мая 1942 года в Куйбышевской области (Ставропольский район, село Мусорка), куда была эвакуирована мать Михаила Васильевича во время Великой Отечественной войны. Отец Михаила Васильевича с 1938 года работал в органах госбезопасности (был призван по комсомольскому набору). Из эвакуации семья Жигаловых вернулась в Москву.
По окончании войны отец Михаила был направлен на работу в Чехословакию. Через три года Жигаловы вновь вернулись в Москву, где Михаил Васильевич, окончив школу в 1959 году, попытался поступить в институт. Первая такая попытка обернулась провалом, и он год проработал на заводе. На следующий год поступил в Московский институт химического машиностроения. Во время учёбы в институте женился.
В 1965 году Жигалов окончил институт, по распределению стал работать в НИИ, в лаборатории теории фильтрации. Карьера складывалась успешно, но когда появилась возможность на 10 месяцев поехать в Англию, чтобы вернуться оттуда с готовой диссертацией, Михаил Васильевич отказался от этой возможности и уволился. Его привлекла карьера актёра, и вскоре молодые супруги развелись.
В 1970 году Жигалов окончил драматическую студию при Центральном детском театре, где актёр проработал до 1978 года, после чего ушёл в «Современник», где сыграл свои основные театральные роли. В качестве приглашённого артиста работает в Московском драматическом театре имени А. С. Пушкина. Играет также в частной антрепризе — в том числе в постановке Бориса Мильграма по пьесе Николая Коляды «Персидская сирень» (1997), с которым актёр вместе со своей сценической партнёршей Лией Ахеджаковой гастролировал по России в течение 15 лет.

## Семейное положение
От первого брака детей не было.
- Второй брак — Ирина Маликова, ранее актриса театра и кино, ныне работает в закадровом озвучивании и дубляже.
  - сын — Василий (род. 19 июля 1980), окончил юрфак.
- Внебрачный сын Аркадий Жигалов (род. 1983), окончил Гуманитарный университет[3].
- Третий брак (с 1989 года) — Татьяна, в 2002 году оформили отношения официально.
  - дочь — Анна (род. 1991)[4].

## Фильмография
- 1972 — Самый последний день — лейтенант милиции
- 1975 — На всю оставшуюся жизнь — капитан-лейтенант
- 1976 — Отпуск, который не состоялся — Валера
- 1977 — В четверг и больше никогда — егерь
- 1977 — Хочу быть министром — мастер ПТУ
- 1978 — Поздняя ягода — Валерий Николаевич Путников — археолог
- 1979 — Похищение «Савойи» — террорист Магнус
- 1979 — Ярость
- 1980 — Братья Рико — Лон Финли
- 1980 — Петровка, 38 — уголовник «Сударь»
- 1981 — Оленья охота — Майзенкампф
- 1981 — Хочу, чтоб он пришёл — отец Витьки
- 1982 — Владивосток, год 1918 — Мельников
- 1982 — Найти и обезвредить — «Весёлый», главарь банды
- 1982 — Родился я в Сибири
- 1983 — Здесь твой фронт
- 1983 — Из жизни начальника уголовного розыска — уголовник «Бешеный»
- 1983 — Конец бабьего лета
- 1983 — Приступить к ликвидации — Михаил Никитин, сотрудник МУРа
- 1984 — Господин Великий Новгород — Степан
- 1984 — ТАСС уполномочен заявить… — автомеханик Парамонов
- 1986 — Подсудимый — Скулов
- 1986 — Наградить (посмертно) — Архипцев
- 1986 — Размах крыльев — Павлов, начальник ЦДС Аэрофлота
- 1987 — В Крыму не всегда лето — Аргинский
- 1987 — Двое на острове слёз — Дед
- 1987 — Дни и годы Николая Батыгина — Мишин
- 1987 — Отряд специального назначения — генерал-лейтенант
- 1987 — Под знаком Красного Креста — Фролов
- 1988 — В связи с переходом на другую работу
- 1988 — Прости нас, сад — Павел Гасилов
- 1989 — Беспредел — вор в законе «Князь»
- 1989 — Бродячий автобус — Василий
- 1989 — Из жизни Фёдора Кузькина — Кошкин, директор леспромхоза
- 1989 — Псы — Молчун
- 1990 — Бес в ребро — Ларионов
- 1990 — Похороны Сталина — рабочий
- 1991 — Афганский излом — подполковник Леонид, командир полка
- 1991 — Вербовщик — Виктор Гордеев
- 1991 — Дом свиданий — капитан
- 1991 — Затерянный в Сибири — предводитель «сук»
- 1992 — Исповедь содержанки — Алексей Шмельков
- 1993 — Операция «Люцифер» — Юрий Николаевич, режиссёр
- 1995 — Волчья кровь — Лазарь
- 1995 — На углу, у Патриарших — Константин Каперанг, капитан
- 1996 — Ермак — Юрьев
- 1996 — Линия жизни — Матвей, майор милиции
- 1996 — Несут меня кони…
- 1997 — Криминальный отдел — полковник Кравцов
- 1998 — На ножах — Сухой Мартын, крестьянин
- 2000 — Граница. Таёжный роман — полковник Борзов, командир воинской части
- 2000 — Марш Турецкого — Кравцов
- 2000 — Третьего не дано
- 2001 — Мужская работа — Фёдор Пономарёв
- 2001 — Леди Бомж — Чичирюкин
- 2001 — Леди Босс — Чичирюкин
- 2002 — Леди Мэр — Чичирюкин
- 2002 — Дронго — майор Михеев
- 2002 — Бригада — Лука, вор в законе (8—9 серии, убит снайпером по заказу Каверина в 9 серии)
- 2002 — 2003 — Русские амазонки — механик Еремеич
- 2003 — Зачем тебе алиби? — Иван Павлович
- 2003 — Евлампия Романова. Следствие ведёт дилетант — профессор Ростов
- 2003 — Тотализатор — генерал
- 2003 — Огнеборцы — отец Зубова
- 2003 — Марш-бросок — полковник
- 2004 — Всё начинается с любви
- 2004 — Джек-пот для Золушки — Михаил Кирсанов, разработчик
- 2005 — Не родись красивой — Валерий Пушкарёв, муж Елены Пушкарёвой, отец Екатерины Пушкарёвой.
- 2005 — Охота на асфальте — Николай Иванович Земцов
- 2005 — Новый русский романс
- 2005 — Лебединый рай
- 2006 — Заколдованный участок — геодезист Гена
- 2006 — Карамболь
- 2006 — Офицеры — Владимир Сергеевич, генерал Первого главного управления КГБ СССР (позже СВР России)
- 2006 — Тайна «Святого Патрика» — Карякин
- 2007 — 07-й меняет курс — Кирсанов
- 2007 — Поцелуи падших ангелов
- 2007 — Морская душа — контр-адмирал Толмачёв
- 2007 — Убить змея — Дока
- 2007 — Повороты судьбы
- 2007 — Так не бывает — Михеич
- 2008 — Крутой маршрут — Царевский
- 2008 — Семья
- 2008 — Цыганочка с выходом — Борис Александрович
- 2008 — На спине у чёрного кота — дед Лёха
- 2008 — Висяки — Фёдор Савельевич Стрельцов, следователь на пенсии
- 2008 — Десантный батя — Василий Филиппович Меркулов
- 2008 — И всё-таки я люблю… — Николай Ефремович Лягушов, генерал, отец Вадима
- 2008 — Большая игра — отец Лукова
- 2008 — Главная улика
- 2008 — Десантный батя — Василий Филиппович Меркулов (прототип В. Ф. Маргелов)
- 2008 — Туман рассеивается — Максимов
- 2009 — Вернуть на доследование — Фёдор Савельевич Стрельцов, следователь на пенсии
- 2009 — Грязная работа — Волошин
- 2009 — Пара гнедых — Аркадий Павлович
- 2009 — Офицеры-2 — Владимир Сергеевич
- 2009 — Прыжок Афалины — Алтаец
- 2009 — Хлебный день — Алексей Николаевич
- 2010 — Банды — Николай Серафимович Тимофеевский
- 2010 — Единственный мужчина — Александр Гаврилович Громов
- 2010 — Вы заказывали убийство — Егор Силыч, отец Гали, Андрея и Даши, бизнесмен
- 2010 — Дворик — Пётр Иванович Тиняков
- 2010 — Туман рассеивается — Максимов, преподаватель института разведки
- 2010 — Дом образцового содержания — Глеб Иванович Чапайкин, генерал-майор в отставке
- 2010 — Мамин рай
- 2011 — Я тебя никому не отдам — знахарь Игнат
- 2011 — Пончик Люся — Фёдор Михайлович Чащин, отец Аллы и Вероники Чащиных, дедушка Людмилы Власовой
- 2012 — Моя большая семья — дед
- 2012 — Дневник доктора Зайцевой-2 — Владимир Майоров
- 2012 — Личная жизнь следователя Савельева — Пётр Гаврилович Форафонтов (Форафонтыч), старший егерь
- 2013 — Оборотень в погонах — отшельник
- 2012 — Солнцеворот — Иван Петрович Трофимов
- 2013 — 2016 — Молодёжка — Степан Аркадьевич Жарский (Дед), тренер «Медведей»
- 2013 — Ветреная женщина
- 2013 — Птица в клетке — Виктор Андреевич Тернов
- 2014 — Дом с лилиями — Егорыч
- 2014 — Сильнее судьбы — дед Иван
- 2014 — Узнай меня, если сможешь — знахарь
- 2016 — Гражданин Никто — Бизон
- 2016 — Пёс рыжий — Юрий
- 2016 — Такая порода — Григорий
- 2016 — Саша добрый, Саша злой — Юрий Юрьевич Савельев
- 2016 — Жили-были мы — Иван Степанович
- 2017 — Вурдалаки — Горча
- 2017 — Зима — Егор Васильевич
- 2018 — Чужая кровь — первый секретарь
- 2018 — Хор — Пётр Ильич
- 2019 — Девочка на джипе (короткометражка) — Бакланов
- 2019 — Динозавр-2 — Мякиш
- 2020 — Спасская — Пётр Григорьевич Комаров
- 2021 — С неба и в бой — Василий Филиппович Меркулов (прототип В. Ф. Маргелов)
- 2022 — Многоэтажка — Фёдор Петрович
- 2022 — Спасская-2 — Пётр Григорьевич Комаров
- 2022 — Только один — старик

### Телеспектакли
- 1975 — День открытых дверей — десантник
- 1981 — Мы не увидимся с тобой — Лопатин в дни войны
- 1987 — Большевики — Енукидзе
- 1987 — И снова Крижевский — Мазин
- 1990 — После дуэли — князь Пётр Вяземский, поэт

## Роли в театре
- «Персидская сирень» Николая Коляды
- «Борис Годунов», Международная Конфедерация Театральных Союзов, режиссёр Д. Доннеллан
- «Двенадцатая ночь», Международная Конфедерация Театральных Союзов, режиссёр Д. Доннеллан
- «Три сестры», Международная Конфедерация Театральных Союзов, режиссёр Д. Доннеллан
- «Буря», Международная Конфедерация Театральных Союзов, режиссёр Д. Доннеллан
- «Пизанская башня»
- «Бронепоезд 14-69» Всеволода Иванова — Знобов

### «Современник»
- «Ревизор» Н. В. Гоголя
- «Три сестры» А. П. Чехова
- «Большевики» М. Ф. Шатрова
- «Дни Турбиных» М. А. Булгакова
- «Кабала святош» М. А. Булгакова
- «Плаха» Ч. Т. Айтматова
- «Винзорские насмешницы» У. Шекспира
- «Смиренное кладбище» С. Е. Каледина
- «Предупреждение малым кораблям» Т. Уильямса
- «Эшелон» М. М. Рощина
- «Обратная связь»
- «НЛО»
- «Крутой маршрут» Е. С. Гинзбург
- «Лоренцаччо» А. де Мюссе
- «Мы не увидимся с тобой» К. М. Симонова
- «Играем Шиллера»
- «Три товарища» Э. М. Ремарки
- «А поутру они проснулись» В. М. Шукшина

### Московский драматический театр имени А. С. Пушкина
- «Вишнёвый сад» — Фирс